# Aloe schinzii
Aloe schinzii é uma espécie de liliopsida do gênero Aloe, pertencente à família Asphodelaceae.